# الفترة بين العهدين

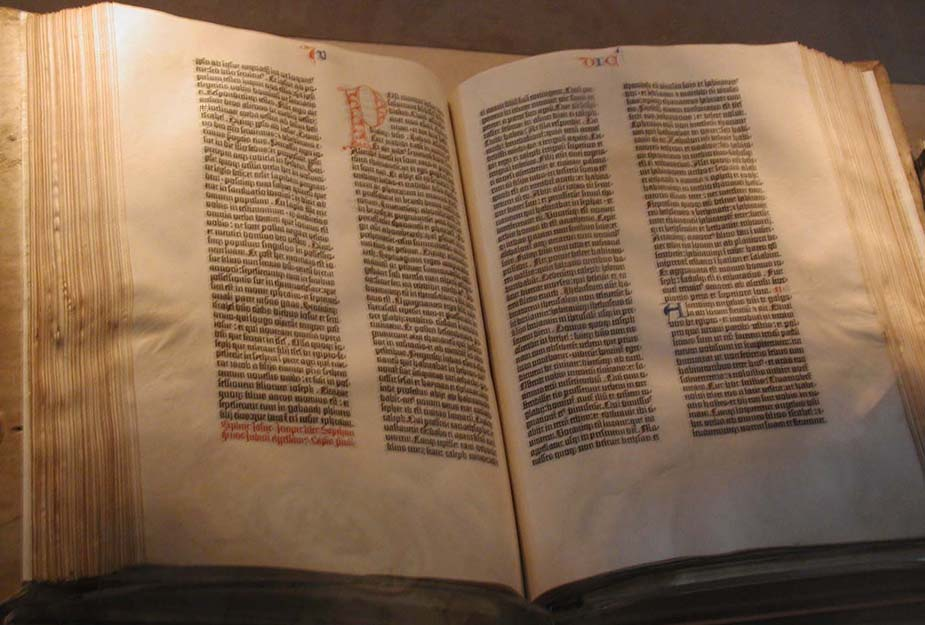

الفترة بين العهدين intertestamental period عبارة يستعملها البروتستانت للإشارة لمدة سكوت الوحي بين العهد القديم والعهد الجديد. تمتد الفترة تقليديا أربعة قرون من آخر أنبياء العهد القديم مالاكي إلى يوحنا المعمدان.
هناك عدة كتب مقبولة لدى الكنيسة الرومانية الكاثوليكية والأرثوذكس الشرقيين كتبت خلال الفترة، انظر الأسفار القانونية الثانية. وحسب دراسات حديثة فإن عددا من كتب العهد القديم كتبت بعد 400 قبل الميلاد ومنها دانيال وعزرا ونحميا وأخبار الأيام[ ؟ ].